# Polygastophora maior
Polygastophora maior är en rundmaskart. Polygastophora maior ingår i släktet Polygastophora, och familjen Enchelidiidae. Arten är reproducerande i Sverige.